# Dudhpokhari (Lamjung)
Dudhpokhari – gaun wikas samiti w zachodniej części Nepalu w strefie Gandaki w dystrykcie Lamjung. Według nepalskiego spisu powszechnego z 2001 roku liczył on 428 gospodarstw domowych i 2264 mieszkańców (1170 kobiet i 1094 mężczyzn).